# Stephan Heller (Politikwissenschaftler)

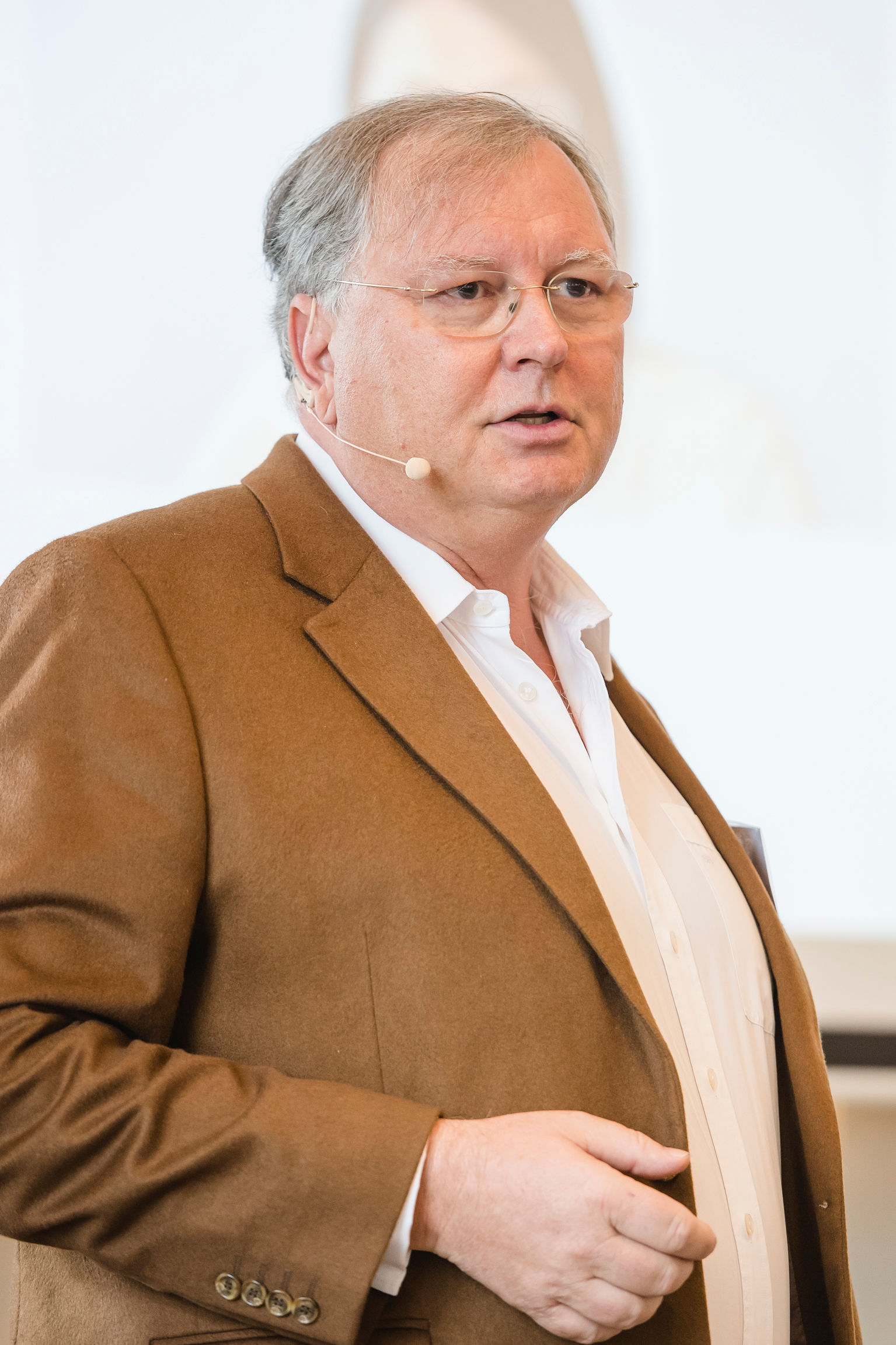
Stephan Heller in 2019

Stephan Heller (* 1961) ist ein deutscher Unternehmer, Buchautor und Honorarprofessor.

## Werdegang
Nach dem Abitur studierte Heller an der Ludwig-Maximilians-Universität München und der Paris-Lodron-Universität in Salzburg Jura, politische Wissenschaften und Kommunikationswissenschaften. Bereits 1981 gründete er sein Unternehmen, das er bis heute als Vorsitzender des Vorstands führt. Die heller & partner Gruppe zählt zu den größten inhabergeführten Kommunikationsagenturen in Deutschland.
Seit 2013 ist Heller Honorarprofessor an der staatlichen Hochschule Mittweida mit dem Fachgebiet politische Öffentlichkeitsarbeit.
Heller hat mehrere Bücher veröffentlicht, zuletzt 2019 den Titel „Einfluss nehmen – die Kraft der direkten Demokratie“.
2009 gründete er die gemeinnützige Stiftung „Wir helfen München“, die unter der Schirmherrschaft des Münchner Oberbürgermeisters Dieter Reiter seit ihrer Gründung rund 10 Millionen Euro für Hilfsbedürftige bereitgestellt hat.
Stephan Heller ist Verwaltungsrat der Kreissparkasse München-Starnberg-Ebersberg sowie Aufsichtsrat der Mainstream Media AG und des Blutspendedienstes der Bayerischen Roten Kreuzes gGmbH.

## Publikationen
- Verhindern und ermöglichen – Die Kraft der direkten Demokratie, Publishing Group, München 2013, ISBN 978-3-88863-026-2
- Einfluss nehmen – Die Kraft der direkten Demokratie, Publishing Group, München 2019, ISBN 978-3-88863-028-6
- Handbuch der Unternehmenskommunikation. München : Bruckmann, 1998. ISBN 9783765434020
- Integrierte Marken-Kommunikation eigentlich wie immer oder eigentlich ganz neu? Frankfurt am Main: Gesamtverband Werbeagentur GWA e.V. 2000, ISBN 9783871506819

| Personendaten    | Personendaten                       |
| ---------------- | ----------------------------------- |
| NAME             | Heller, Stephan                     |
| KURZBESCHREIBUNG | deutscher Unternehmer und Buchautor |
| GEBURTSDATUM     | 1961                                |